# Kleist Forum we Frankfurcie nad Odrą
Kleist Forum we Frankfurcie nad Odrą (Forum Kleista) – główna instytucja kulturalna we Frankfurcie nad Odrą. Organizuje koncerty muzyczne, wystawy, festiwale teatralne, targi kulturalne i inne eventy artystyczne.

## Historia
Budynkiem zarządza powstała w 2001 roku jako spółka miejska Messe und Veranstaltungs GmbH, która jest też współorganizatorem Festiwalu Teatralnego UNITHEA. Zarządza też Hala Koncertową im. Carla Philippa Emanuela Bacha przy Lebuser Mauerstraße 4 .
Główny budynek Kleist Forum mieści się w jednym z frankfurckich parków miejskich przy Platz der Einheit 1. Posiada dużą salę kongresową i 6 sal konferencyjnych. Może pomieścić do 700 gości. Został otwarty w marcu 2001 roku przedstawieniem Carmen w wykonaniu Teatru Wielkiego z Poznania. 
Projektantem budynku jest  Klaus Springer z Hanoweru, który przygotowałprojekt we współpracy z Jörgiem Springerem z Berlina. Budynek ma kształt podłużnego pawilonu. Z boku budynku zbudowano wieżę z betonu. połowę kosztów pokryto ze środków unijnych, a resztę dopłaciło miasto i Brandenburgia.

## Władze
- dyrektor generalny: Markus Wieners
- dyrektor artystyczny: Arnold Bischinger
- dyrektor techniczny: Stefan Welker